# Oldwig von Natzmer (General, 1842)
Oldwig Wilhelm Ferdinand von Natzmer (* 21. Juni 1842 in Potsdam; † 29. März 1899 in Charlottenburg) war ein preußischer Generalleutnant.

## Leben
Oldwig entstammte dem pommerschen Adelsgeschlecht von Natzmer, aus dem eine Reihe von preußischen Generalen hervorgingen. Er war ein Sohn des Generalmajors Ferdinand von Natzmer (1815–1868) und dessen erster Ehefrau Marie, geborene von Dresky (1824–1847).

### Militärkarriere
Natzmer trat nach dem Besuch des Kadettenkorps am 6. März 1860 als charakterisierter Portepeefähnrich in das 1. Garde-Regiment zu Fuß der Preußischen Armee ein und avancierte bis Mitte Juni 1861 zum Sekondeleutnant. Als solcher nahm er 1866 am Krieg gegen Österreich teil. Unter Beförderung zum Premierleutnant erfolgte Ende September 1867 seine Versetzung in das Anhaltinische Infanterie-Regiment Nr. 93. Mit diesem Verband wirkte er 1870 nach dem Beginn des Krieges gegen Frankreich in den Kämpfen bei Beaumont und Sedan sowie vor Paris. Ausgezeichnet mit dem Eisernen Kreuz II. Klasse und dem Ritterzeichen I. Klasse des Hausordens Albrechts des Bären mit Schwertern wurde Natzmer während der Belagerung von Paris am 30. November 1870 in das 1. Garde-Regiment zu Fuß rückversetzt und Ende Dezember 1870 unter Beförderung zum Hauptmann zum Chef der 5. Kompanie ernannt.
Nach dem Friedensschluss wurde Natzmer Mitte Januar 1874 Chef der Leib-Kompanie und Ende August 1881 zum überzähligen Major befördert. Ende Mai 1882 rückte er zum etatmäßigen Stabsoffizier auf und war vom 22. Mai 1883 bis zum 16. Juni 1887 Kommandeur des I. Bataillons. Daran schloss sich eine Verwendung als Kommandeur des Lehr-Infanterie-Bataillons sowie am 2. August 1888 die Beförderung zum Oberstleutnant an.
Zum 24. März 1890 schied Natzmer zwecks Übertritt zur Kaiserlichen Marine aus der Armee aus. Unter Stellung à la suite wurde er mit dem Rang eines Regimentskommandeurs zum Inspekteur der Marineinfanterie ernannt und in dieser Eigenschaft am 10. September 1890 zum Oberst befördert.
Mit der Ernennung zum Kommandeur des 1. Garde-Regiments zu Fuß trat Natzmer wieder in die Armee über und wurde am 2. Mai 1891 unter Belassung in seinem Dienstverhältnis zum Flügeladjutanten von Kaiser Wilhelm II. ernannt. Unter weiterer Belassung in seinem Verhältnis als Flügeladjutant erfolgte am 9. Februar 1893 seine Ernennung zum Kommandanten von Berlin. Natzmer stieg am 14. Mai 1894 zum Generalmajor auf, wurde anlässlich des Ordensfestes im Januar 1898 mit dem Stern zum Kronen-Orden II. Klasse ausgezeichnet und Ende des Monats zum Generalleutnant befördert.
Am 15. Juni 1898 wurde Natzmer zum Kommandeur der 5. Division in Frankfurt (Oder) ernannt, die er am 25. Juli 1898 aus gesundheitlichen Gründen vertretungsweise an den kommandierten Generalleutnant Martin Köpke übergab. Da sich sein Gesundheitszustand nicht besserte, wurde er am 3. September 1898 in Genehmigung seines Abschiedsgesuches mit Pension zur Disposition gestellt. Anlässlich seiner Verabschiedung würdigte ihn Kaiser Wilhelm II. mit dem Stern zum Roten Adlerorden II. Klasse mit Eichenlaub.

### Familie
Natzmer hatte sich am 20. Oktober 1871 in Potsdam mit Helene von Natzmer (* 1846) verheiratet. Aus der Ehe gingen die Töchter Erna (* 1872), Irmgard (* 1877) und Gabriele (* 1881) hervor. Der einzige Sohn Oldwig Albrecht (* 1872) schlug eine Offizierslaufbahn in der Preußischen Armee ein und war zuletzt als Oberstleutnant Flügeladjutant des Fürsten Leopold IV. zur Lippe.